# Великая опора (фильм)
«Великая опора» (азерб. Böyük dayaq) — художественный фильм азербайджанского режиссёра Абиба Исмайлова, снятый в 1962 году на киностудии «Азербайджанфильм» на основе романа Мирзы Ибрагимова «Великая опора» (в русском переводе — «Слияние вод»).

## Сюжет
Председатель муганского колхоза Рустам-киши известен на весь Азербайджан. Но слава вскружила ему голову. Постепенно он верит в свою непогрешимость и перестаёт считаться с мнением людей. Колхозники (трактористы Ширзад и Наджаф, заведующий фермой Кярам, Телли) открыто говорят, что недовольны методом его руководства, но Рустам считает, что те стремятся подорвать его авторитет. В кругу же Рустама находятся лицемеры. И когда те уже чуть было не погубили Рустама, ему помогли именно те люди, от которых он отвернулся. Рустам-киши понял, что великая опора для настоящего руководителя — это народ.

## В ролях
| Актёр                | Роль        |
| -------------------- | ----------- |
| Алескер Алекперов    | Рустам-киши |
| Тамилла Рустамова    | Мая         |
| Гасан Мамедов        | Гараш       |
| Лейла Рзаева         | Сакина      |
| Земфира Алиева       | Паршан      |
| Насиба Зейналова     | Телли       |
| Мамедрза Шейхзаманов | Шарафоглу   |
| Беюкага Кязимов      | Наджаф      |
| Ага Мамедов          | Калантар    |
| Фирудин Мехтиев      | Салман      |